# 拉脫維亞獨立戰爭
拉脫維亞獨立戰爭是拉脫維亞為取得獨立而和蘇俄之間爆發的戰爭，開始於1918年12月5日，結束於1920年8月11日。這場戰爭最終以蘇俄和拉脫維亞簽訂里加和約，蘇俄承認拉脫維亞獨立告終。